# DaDa (album Blue Café)
DaDa – piąty album studyjny polskiej grupy muzycznej Blue Café. Płytę wydano 1 kwietnia 2011 roku, nakładem wydawnictwa muzycznego Universal Music Polska. Krążek promuje singiel „DaDa” wydany w styczniu, oraz „Buena” w marcu 2011 roku. Do drugiego singla nakręcono teledysk. Nazwa albumu powstała od nurtu w sztuce zwanego dadaizmem, symbolizującym zmiany i dążenie do nowoczesności. Singiel „Buena”, którego refren jest samplem z utworu „Chan Chan” wykonywanego przez zespół Buena Vista Social Club, przez cztery tygodnie z rzędu zajmował pierwsze miejsce na prestiżowej liście Polish Airplay Chart. „Matahari” jest ostatnim singlem z płyty „DaDa”.
Album osiągnął status platynowej płyty.

## Lista utworów
| #   | Tytuł                           |
| --- | ------------------------------- |
| 1.  | "We shine"                      |
| 2.  | "Buena"                         |
| 3.  | "Nie! Nie!"                     |
| 4.  | "Wina"                          |
| 5.  | "Born To Lie"                   |
| 6.  | "Noheo"                         |
| 7.  | "DaDa"                          |
| 8.  | "Rana"                          |
| 9.  | "Matahari"                      |
| 10. | "Camilee"                       |
| 11. | "King of the Pop"               |
| 12. | "Wait! Wait!" (utwór dodatkowy) |